# جرج امی
جرج جوزف امی (انگلیسی: George Joseph Amy) تدوین‌گر و کارگردان فیلم اهل ایالات متحده آمریکا بود.

## فیلم‌شناسی
- جشن فوتلایت (۱۹۳۳)
- شهر داج (۱۹۳۹)
- احمق آمریکایی خوش‌تیپ (۱۹۴۲)
- زندگی با پدر (۱۹۴۷)
- نامه (۱۹۴۰)
- زنده‌باد ویا! (۱۹۳۴)